# Deva Cassel
Deva Cassel, född 12 september 2004 i Rom, är en italiensk skådespelare och modell.
Cassel har bland annat medverkat i filmen La belle estate. Hon har även medverkat i TV-serien Leoparden.

## Filmografi (i urval)
- 2023 – La bella estate
- 2024 – Leoparden (TV-serie)